# Mexiko i olympiska sommarspelen 1984
Mexiko deltog i de olympiska sommarspelen 1984 med en trupp bestående av 99 deltagare, och totalt tog landet sex medaljer.

## Boxning
Flugvikt
- Fausto García

Bantamvikt
- Héctor López →  Silver
  - Första omgången — Bye
  - Andra omgången — Besegrade Johnny Assadoma (INA), KO-3
  - Tredje omgången — Besegrade Joe Orewa (NGR), 4:1
  - Kvartsfinal — Besegrade Ndaba Dube (ZIM), 5:0
  - Semifinal — Besegrade Dale Walters (CAN), 5:0
  - Final — Förlorade mot Maurizio Stecca (ITA), 1:4

Fjädervikt
- Javier Camacho

Lättvikt
- Luciano Solis

Lätt weltervikt
- Octavio Robles

Weltervikt
- Genaro Léon

## Bågskytte
Damernas individuella
- Aurora Bretón — 2481 poäng (→ 9:e plats)

Herrarnas individuella
- Adolfo Gonzalez — 2418 poäng (→ 33:e plats)

## Cykling
Landsväg
Herrarnas linjelopp
- Raúl Alcalá — +1:43 (→ 11:e plats)
- Luis Ramos — +6:14 (→ 17:e plats)
- Salvador Rios — +22:20 (→ 47:e plats)
- Jesús Ríos — fullföljde inte (→ ingen placering)

Bana
Herrarnas poänglopp
- José Youshimatz
  - Final — 29 poäng (→  Brons)

- Salvador Rios
  - Heats — DNF (→ gick inte vidare, ingen placering)

## Friidrott
Herrarnas 5 000 meter
- Gerardo Alcala
  - Heat — 13:50,60
  - Semifinal — 13:45,98 (→ gick inte vidare)

- Eduardo Castro
  - Heat — 13:51,46
  - Semifinal — 13:42,04 (→ gick inte vidare)

Herrarnas 10 000 meter
- José Gómez
  - Kval — 28:28,50 (→ gick inte vidare)

- Martín Pitayo
  - Kval — 28:59,19 (→ gick inte vidare)

Herrarnas maraton
- Jesús Herrera — 2:20:33 (→ 36:e plats)
- Rodolfo Gómez — fullföljde inte (→ ingen placering)
- Miguel Angel Cruz — fullföljde inte (→ ingen placering)

Herrarnas spjutkastning
- Juan de la Garza
  - Kval — 79,16m (→ gick inte vidare, 14:e plats)

Herrarnas 20 kilometer gång
- Ernesto Canto
  - Final — 1:23:13 (→  Guld)

- Raúl González
  - Final — 1:23:20 (→  Silver)

- Marcelino Colín
  - Final — 1:28:26 (→ 17:e plats)

Herrarnas 50 kilometer gång
- Raúl González
  - Final — 3:47:26 (→  Guld)

- Ernesto Canto
  - Final — 4:07:59 (→ 10:e plats)

- Martín Bermúdez
  - Final — DSQ (→ ingen placering)

Damernas maraton
- María Trujillo
  - Final — 2:38:50 (→ 25:e plats)

- Maria Cardenas
  - Final — 2:51:03 (→ 40:e plats)

- Maria Luisa Ronquillo
  - Final — 2:51:04 (→ 41:a plats)

Damernas 400 meter häck
- Alma Vázquez
  - Heat — 1:00,86 (→ gick inte vidare)

## Fäktning
Damernas florett
- Lourdes Lozano

## Konstsim
Damernas solo
- Pilar Ramírez
- Claudia Novelo
- Lourdes Candini

Damernas duett
- Claudia Novelo och Pilar Ramírez

## Modern femkamp
Herrarnas individuella tävling
- Ivar Sisniega
- Alejandro Yrizar
- Marcelo Hoyo

Herrarnas lagtävling
- Ivar Sisniega
- Alejandro Yrizar
- Marcelo Hoyo

## Simhopp
Herrarnas 3 m
- Jorge Mondragón
  - Kval — 537,03
  - Final — 550,35 (→ 9:e plats)

- Carlos Girón
  - Kval — 549,75
  - Final — 530,04 (→ 12:e plats)